# Maximiliano José de Baviera
Maximiliano de Wittelsbach (Maximilian Herzog in Bayern;Bamberg, 4 de diciembre de 1808-Múnich, 15 de noviembre de 1888), fue un noble bávaro, perteneciente a una rama secundaria de la Casa de Wittelsbach, la de los condes palatinos de Zweibrücken-Birkenfeld-Gelnhausen, que ostentaban el ducado en, y no de Baviera. Es especialmente conocido por ser el padre de Isabel de Baviera, más conocida como Sissi, emperatriz de Austria y reina de Hungría.

## Biografía

### Infancia
Maximiliano, llamado Max en familia, nació en 1808 en Bamberg, único hijo del duque Pío Augusto de Baviera (1786-1837) y de la princesa-duquesa Amalia Luisa de Arenberg (1789-1823). Al nacer, el titular del ducado seguía siendo su abuelo Guillermo de Baviera, que se casó en 1780 con María Ana de Zweibrücken-Birkenfeld (1752-1824), hermana del futuro rey Maximiliano I de Baviera. 
El rey Maximiliano I fue un aliado de la Francia napoleónica y la casa de Wittelsbach unió fuerzas con Bonaparte, que concedió su título real. La princesa Augusta, la hija mayor del rey, se casó en 1806 con el príncipe Eugenio de Beauharnais, el hijo adoptivo del emperador. En 1808, la tía de Maximiliano, la duquesa Isabel, se casó con un dignatario del imperio, el mariscal Berthier, a quien Napoleón concedió el título de príncipe de Neuchetel. 
Con apenas seis años de edad, el príncipe fue puesto bajo la tutela de Otto von Erfurt, antiguo diplomático del Electorado de Colonia. El alumno fue tratado y probado duramente durante su educación básica, pero al mismo tiempo nace en él la percepción de la belleza del medio natural fruto de sus vacaciones de otoño en el castillo de Banz.
A los nueve años y a instancias del rey Maximiliano I de Baviera, su tío abuelo, que le quería como a un hijo, fue enviado al Königliche Erziehungs-Institut (Real Instituto de Educación). Esta prestigiosa institución acababa de ser reorganizada por su entonces director fray Benedict von Holland, O.S.B. El príncipe fue tratado como un alumno cualquiera, con la única excepción de que tenía una habitación privada al lado del apartamento del director del Instituto.

Durante su estancia en la institución (1817-1824)  acudió asimismo a la Escuela de Latín existente en el Instituto. Una anécdota del periodo que ilustra su carácter es la ocurrida al arrodillarse el joven príncipe ante el director con la intención de rogarle que no le infligiera ningún castigo físico, a lo que el director le respondió con una frase que sirvió al joven alumno como fortaleza futura: 
“Príncipe, no puede arrodillarse delante de nadie salvo de Dios”. 
El joven quedó fuertemente unido a su preceptor y fueron amigos posteriormente.
Al príncipe no se le dispensó de ninguna de las obligaciones y asignaturas del resto de los alumnos, previstas en el plan general de la Institución. Este plan incluía el estudio de algunas asignaturas modernas para entonces como lenguas modernas, música, dibujo, declamación, baile y gimnasia. El ilustre alumno se examinaba a final de año junto con el resto de sus compañeros y participaba de las ocasiones festivas que existían a lo largo del calendario escolar, representando dentro de uno de los festejos a Arlequín.
Toda su educación se centró en la simplicidad de la vida, el fortalecimiento físico, el orden y estricta obediencia, la receptividad a todo lo bueno y bello y, especialmente, a la educación y consolidación de sentimientos verdaderamente religiosos sin intolerancia. Aparece entonces el interés del joven príncipe por los temas literarios que cristalizan por ejemplo en el boceto de un drama en un acto titulado "La Gratitud" con siete personajes y once escenas. Antes de cumplir los dieciséis años, Maximiliano abandona el Instituto.

### Juventud

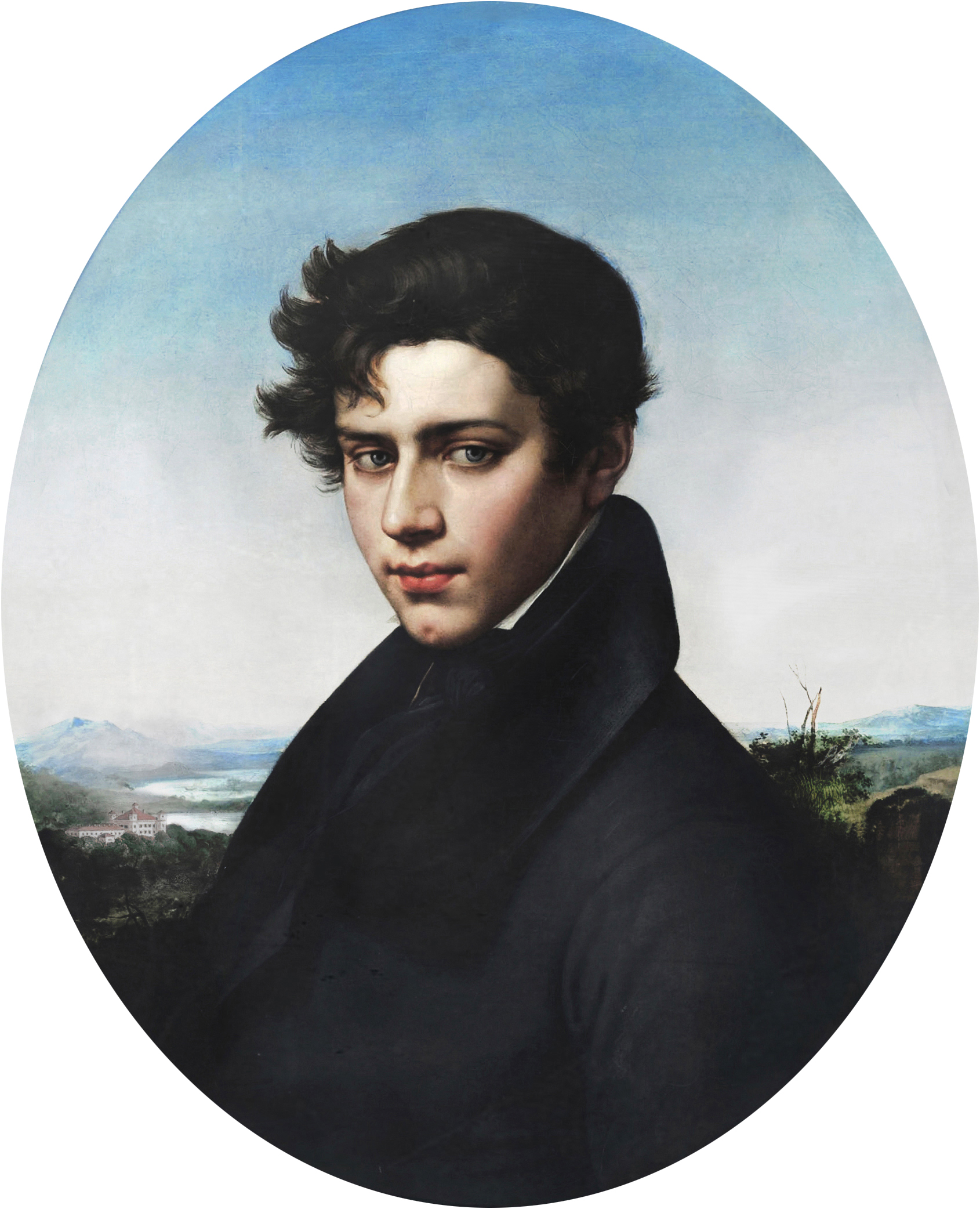
Maximiliano, duque en Baviera, por Joseph Karl Stieler.

A los 16 años su tío, el rey Maximiliano I decide dotar a su sobrino nieto de casa propia al frente de la cual pone como Hofmeister o mayordomo de la misma al barón von Freyberg, capitán de granaderos. Le es señalado un apartamento en el edificio construido por Guillermo V de Baviera llamado Maxburg.
Es en esta época cuando comienza su vida adulta mediante la pasión por la equitación y el estudio de la literatura de los países y pueblos junto con la de la literatura clásica alemana. Continúa pasando sus vacaciones en el Castillo de Banz, propiedad de su abuelo Guillermo, duque en Baviera. Es allí precisamente donde, el 13 de octubre de 1825, le sorprende la noticia de la muerte de su tío abuelo el rey Maximiliano I de Baviera. El joven se apresura a viajar a Nymphenburg para presentar sus condolencias a su viuda Carolina de Baden y dar así mismo la enhorabuena por su advenimiento al nuevo rey de Baviera, su primo Luis I.
Habiendo sido nombrado por su difunto tío el 20 de enero de 1824 como teniente del regimiento de Chevaux-légers del Rey y el 12 de marzo del mismo como coronel-propietario de la novena línea del regimiento de infantería, es ahora recibido como caballero de la Orden de San Huberto por el nuevo monarca bávaro. Es en este momento cuando mediante el traslado de la Universidad de Landshut a Múnich, se le presenta la oportunidad de asistir a clases de filosofía, historia natural, historia o ciencia política por los distinguidos profesores de la misma, sirviéndole como base para su vida futura.

### Edad adulta

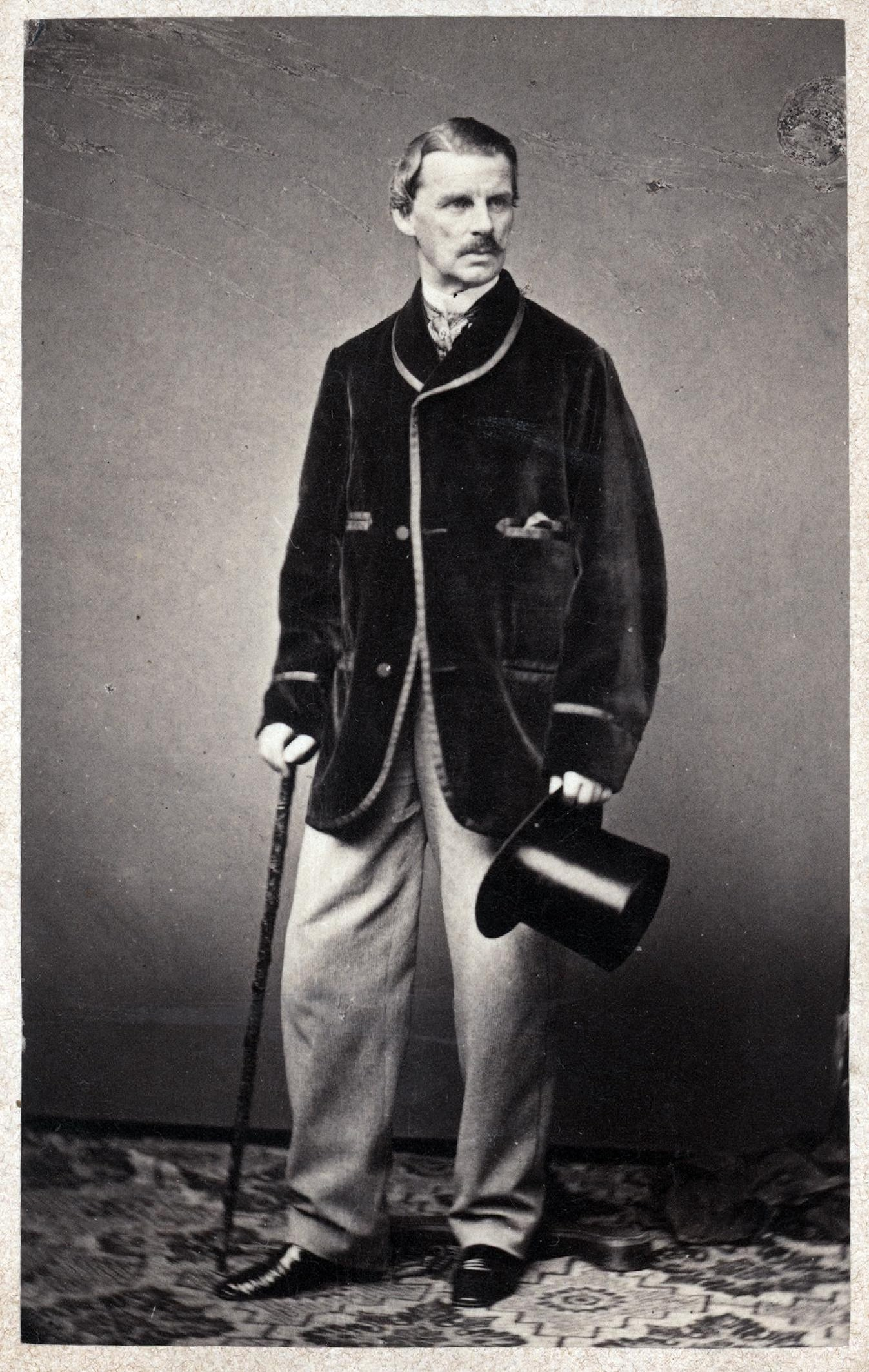
El duque Maximiliano en Baviera

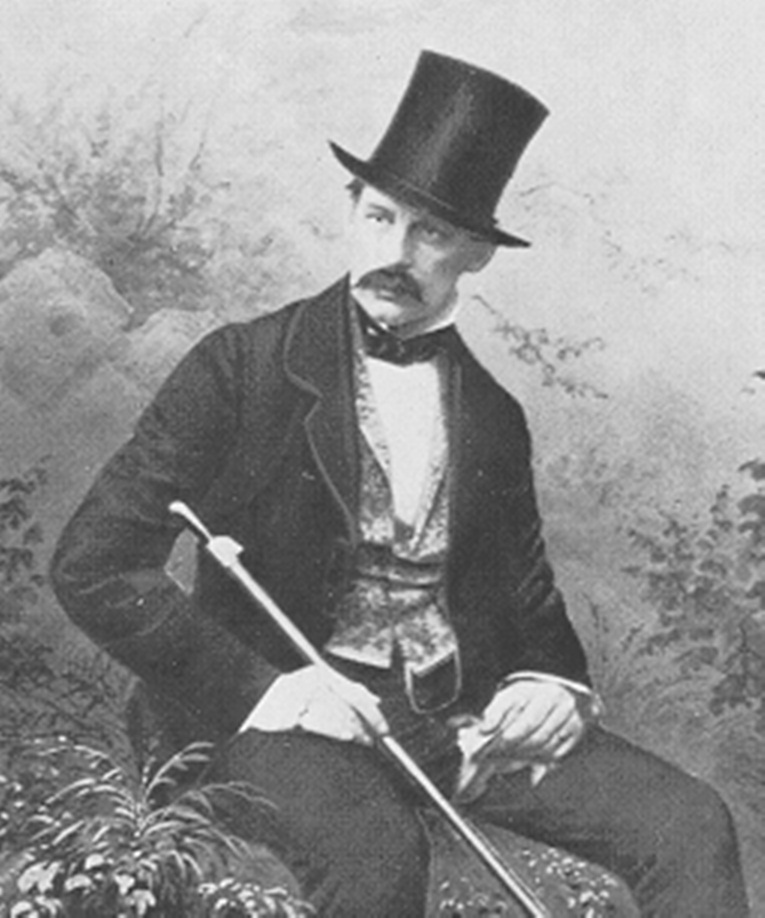
Maximiliano José en Baviera

En 1834 compró el castillo de Possenhofen, donde pasaría la mayor parte de la vida y dónde enseñaría a sus hijos el amor por la naturaleza y la libertad. En enero de 1837, murió el duque Guillermo en Baviera, el abuelo de Max, seguido en agosto por su padre, el duque Pío Augusto, convirtiéndose entonces en duque en Baviera. Aunque desde muy joven mostró un profundo desprecio por la pompa monárquica, en 1845 recibió el título de "alteza real" por el rey Luis I de Baviera, su cuñado. 
Con un carácter caprichoso e incluso misántropo, lleva una vida bastante bohemia. Pasando sus veranos en su finca de Possenhofen y los inviernos en su Palacio Ducal en Múnich construido por Leo von Klenze, sólo asistía a la corte durante las ceremonias oficiales o familiares, y prefirió mucho la compañía de personas sencillas. 
En 1838 viajó a Egipto y a Tierra Santa, contando los relatos de su viaje en una obra que se editó como Wanderung nach dem Orient im Jahre 1838 (Múnich: Georg Franz, 1839; reimpreso Pfaffenhofen: Ludwig, 1978). Mientras escalaba la Gran Pirámide, arregló para sus sirvientes un yodel como si estuviera escalando en los Alpes. Adquirió un buen número de antigüedades que trasladó a Baviera y expuso en la casa de su padre, en la Abadía de Banz, y que aún pueden visitarse. Entre estos artículos hay una momia de una mujer joven, tres cabezas momificadas, algunos animales también momificados y algunas piezas de tumbas y templos, entre las que se incluyen algunas procedentes del Templo de Dendur. También compró algunos niños en el mercado de esclavos de El Cairo para liberarlos más tarde. Cuando Maximiliano estuvo en Jerusalén contribuyó económicamente para la restauración de la Capilla de la Flagelación de la Vía Dolorosa. 
Fue un gran apasionado y uno de los promotores más destacados de la música popular bávara del siglo XIX. El mismo tocó la cítara y también compuso música para ella, instrumento considerado de condición popular hasta ese momento y que bajo su influencia comenzó a ser utilizada en los círculos de la corte. Ello le valió el sobrenombre de Zither-Maxl (Max de la cítara). El virtuoso del instrumento Johann Petzmayer fue su maestro y protegido. De esta manera, gracias a él, la cítara se convirtió en el instrumento nacional bávaro.
Fue en una visita de su primo Luis II de Baviera, que el monarca conoció la obra del compositor Richard Wagner, cuando vio algunas partituras suyas sobre el piano de Maximiliano, lo que condujo al apoyo financiero de Luis a Wagner desde 1863.
Las composiciones musicales de Maximiliano han sido recogidas en la obra: Die im Druck erschienenen Kompositionen von Herzog Maximilian en Bayern: Lurler, Walzer, Polka, Schottisch, Mazurka, Quadrillen und M'rsche de Pianoforte, Zither, Gitarre oder Streichinstrumente (Múnich: Musikverlag Emil Katzbichler, 1992). Bajo el seudónimo de Phantasus, publicó poesía y cuentos. También coleccionó esculturas del caricaturista Jean-Pierre Dantan conocido como el Joven.

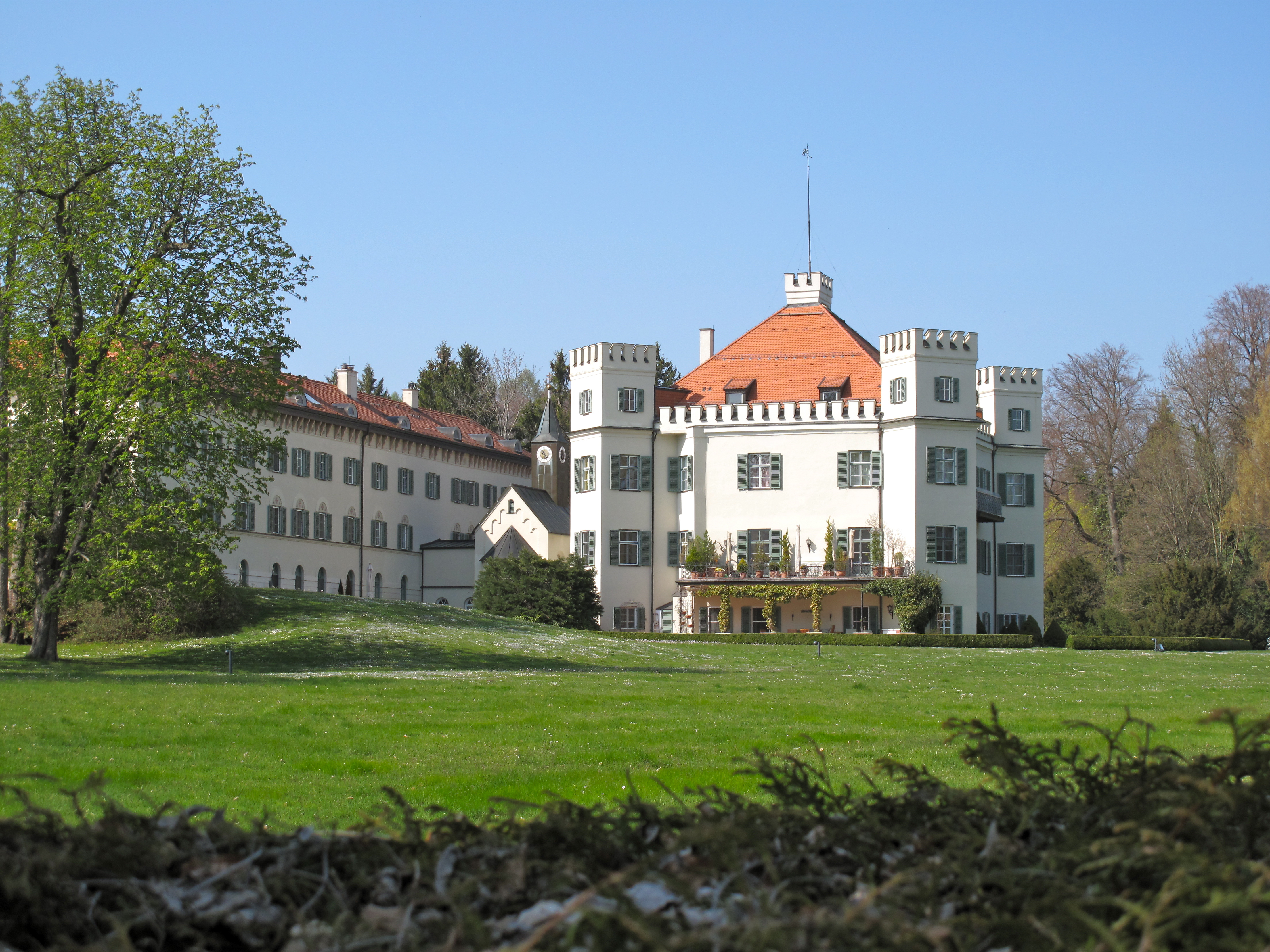
Palacio de Possenhofen, adquirido en 1834, donde pasaba sus veranos
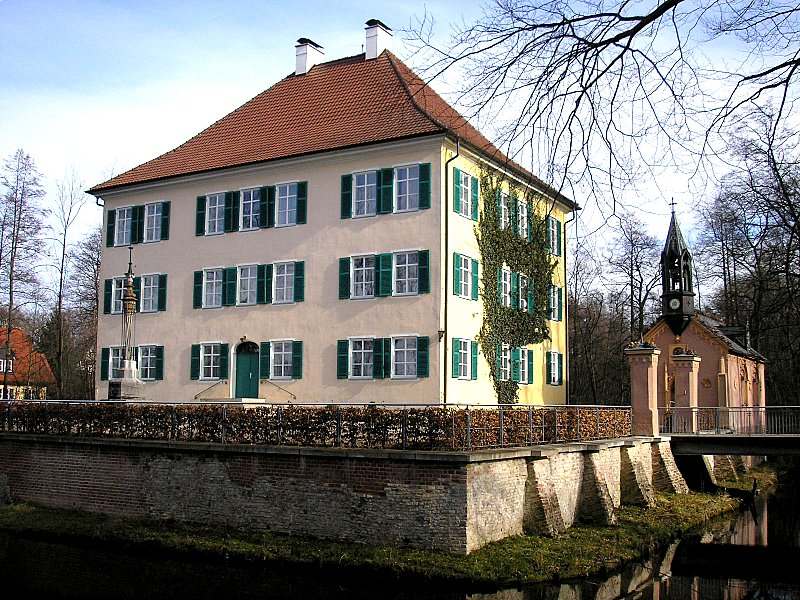
Castillo de Unterwittelsbach
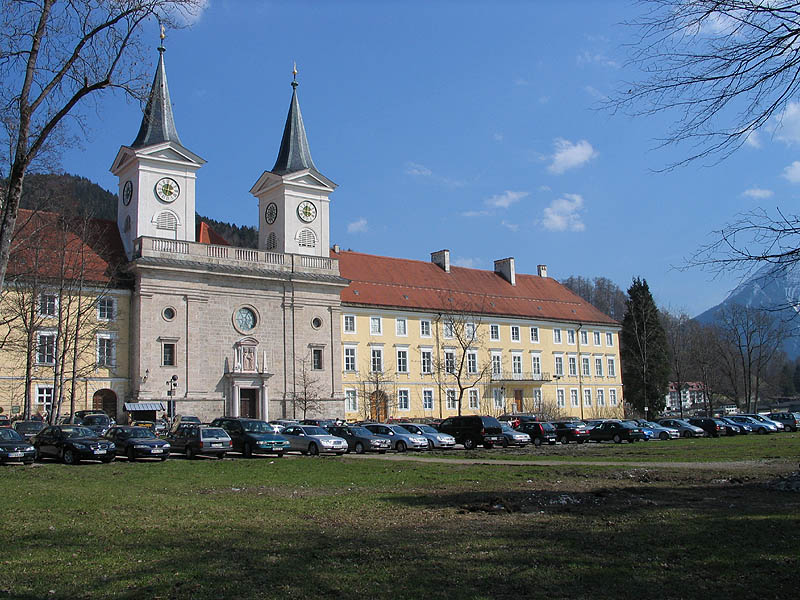
Abadía de Tegernsee
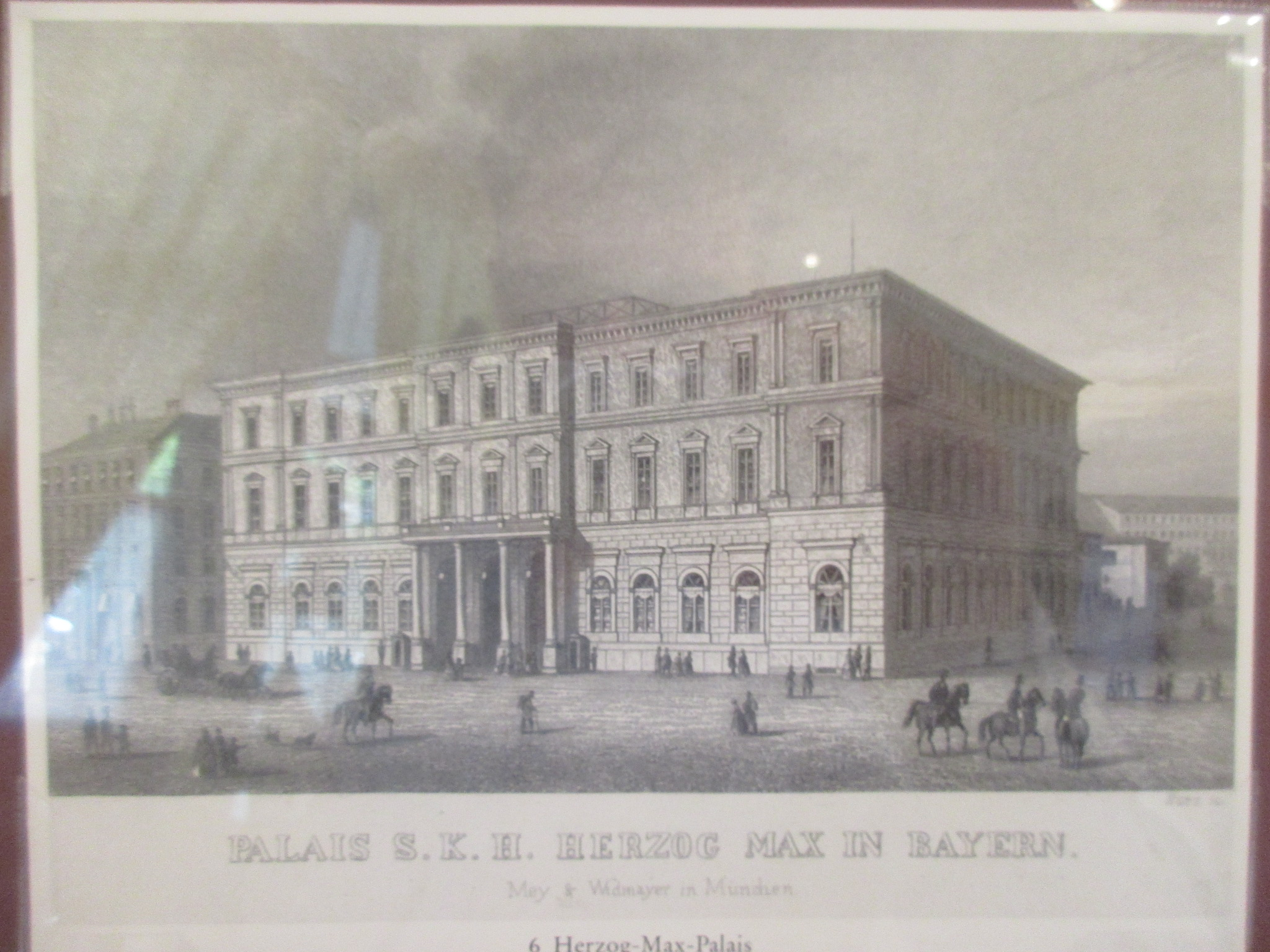
Palacio del duque Maximiliano José (1828-1830) en Munich, obra de Leo von Klenze, demolido 1937 como parte de la remodelación urbana nacionalsocialista.

### Matrimonio y descendencia

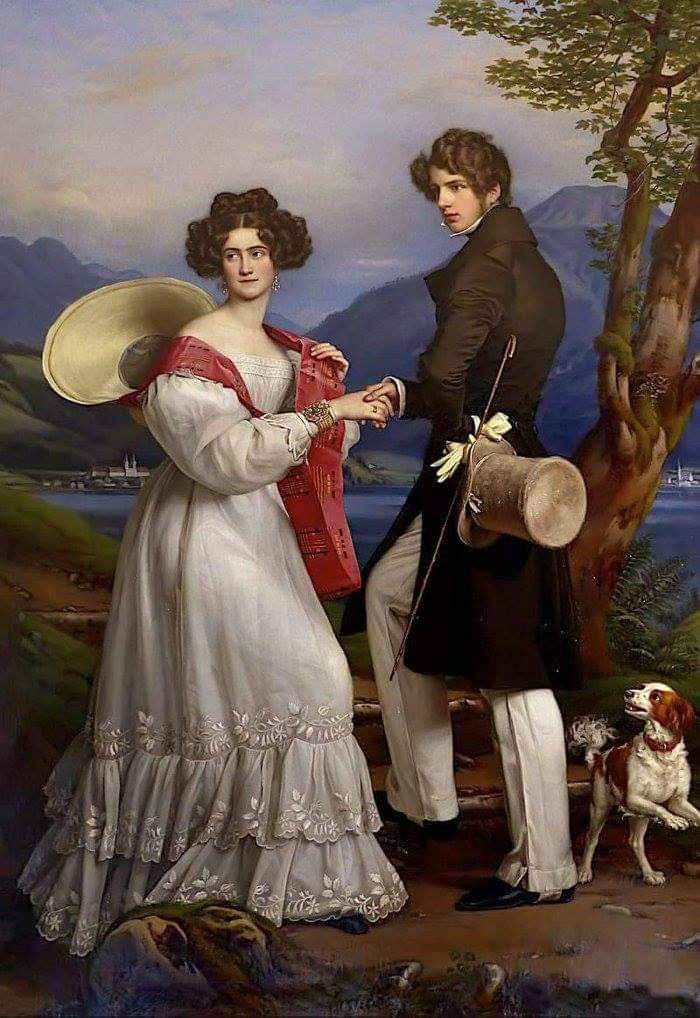
Maximiliano y Ludovica de Baviera

Su abuelo Guillermo, y el rey Maximiliano, decidieron que Max se casaría con su prima, Ludovica, la hija del rey, por razones dinásticas y en aras de la reconciliación entre las dos ramas de la familia. El 9 de septiembre de 1828, tres años después de la muerte del rey Maximiliano, se casaron en la abadía de Tegernsee. A diferencia de lo propuesto en la trilogía de Sissi, el matrimonio entre Ludovica y Max nunca fue realmente feliz y no hubo amor, aunque se desarrolló una cierta comprensión y aceptación. Poco después de su 50 aniversario de boda, Max sufrió un derrame cerebral, y Ludovica lo cuidó. A partir de ese momento hubo un cambio en su relación y Maximiliano la trató mejor. Tuvieron diez hijos:
- Luis de Baviera (1831-1920), que renunció a sus derechos como primogénito para casarse con la actriz Henriette Mendel (1833-1891), baronesa de Wallersee. Una vez viudo, se casó con otra actriz, Bárbara Antonie Barth, baronesa de Bartolf (1871-1956). 
  - María Luisa Mendel von Wallersee, baronesa de Wallersee (1858-1940), casada con el conde Jorge Larisch von Mönnich (1855-1928), que se vería envuelta en el escándalo de Mayerling que supuso el suicidio de su primo, el príncipe Rodolfo de Habsburgo, y su amante, la baronesa María Vetsera.
  - Carlos Manuel Mendel von Wallersee, barón de Wallersee (1859-1859), que murió a los tres meses de nacer.

- Guillermo Carlos de Baviera (1832-1833), fallecido en su primer año de vida.

- Elena de Baviera (apodada "Nené") (1834-1890), casada en 1858 con el príncipe Maximiliano de Thurn y Taxis (1831-1867). 
  - Luisa de Thurn y Taxis (1859-1948), casada con el príncipe Federico de Hohenzollern-Sigmaringen (1843-1904).
  - Isabel de Thurn y Taxis (1860-1881), casada con el infante Miguel de Braganza (1853-1927).
  - Maximiliano María de Thurn y Taxis (1862-1885), VII Príncipe de Thurn y Taxis.
  - Alberto de Thurn y Taxis (1867-1952), sucesor en el principado como VIII Príncipe de Thurn y Taxis a la muerte de su hermano, casado con la archiduquesa Margarita Clementina de Austria (1870-1955).

- Isabel de Baviera (apodada "Sissi") (1837-1898), casada en 1854 con Francisco José de Austria (1830-1916), Emperatriz de Austria y Reina de Hungría y Bohemia.
  - Sofía Federica de Austria (1855-1857), fallecida a los dos años.
  - Gisela de Austria (1856-1932), casada con el príncipe Leopoldo Maximiliano de Baviera (1846-1930).
  - Rodolfo de Austria (1858-1889), casado con la princesa Estefanía de Bélgica (1864-1945).
  - María Valeria de Austria (1868-1924), casada con el príncipe Francisco Salvador de Austria-Toscana (1866-1939)

- Carlos Teodoro de Baviera (apodado "Gackl") (1839-1909), sucesor de su padre en el Ducado en Baviera, casado en primeras nupcias en 1865 con la princesa Sofía de Sajonia (1845-1867), y después, tras enviudar de ésta, en 1874 con la Infanta María José de Portugal (1857-1943).
  - Amalia María de Baviera (1865-1912), casada en 1892 con el príncipe Guillermo de Urach, duque de Urach y conde de Württemberg (1864-1928), futuro Rey de Lituania bajo el nombre de Mindaugas II de Lituania.
  - Sofía Adelaida de Baviera (1875-1957), casada en 1898 con el conde Hans Viet de Törring-Jettenbach.
  - Isabel Gabriela de Baviera (1876-1965), casada en 1900 con el Rey Alberto I de Bélgica (1875-1934).
  - María Gabriela de Baviera (1878-1912), casada en 1900 con el príncipe Ruperto de Baviera (1869-1955).
  - Luis Guillermo de Baviera (1884-1968), casado en 1917 con la princesa Eleonora Ana Lucía de Sayn-Wittgenstein-Berleburg (1880-1965).
  - Francisco José de Baviera (1888-1912).

- María Sofía de Baviera (1841-1925), casada en 1859 con Francisco II de las Dos Sicilias (1836-1894), Reina de las Dos Sicilias. Dejó también descendencia ilegítima fruto de la relación extramarital que mantuvo con el conde belga Armand de Lawayss.
  - Cristina de Borbón-Dos Sicilias (1869-1870),  fallecida a los tres meses de nacer.

- Matilde Ludovica de Baviera (apodada "Spatz") (1843-1925), casada en 1861 con Luis de Borbón-Dos Sicilias (1838-1886), conde de Trani.
  - María Teresa Magdalena de Borbón-Dos Sicilias (1867-1909), casada con el príncipe Guillermo de Hohenzollern-Sigmaringen (1864-1927).

- Maximiliano de Baviera (1845-1845), fallecido al nacer.

- Sofía Carlota de Baviera (1847-1897), prometida durante un tiempo con Luis II de Baviera, y después casada en 1868 con Fernando Felipe María de Orleans (1844-1910), duque de Alençon.
  - Luisa de Orleans (1862-1952), casada con el príncipe Alfonso de Baviera (1862-1933).
  - Manuel de Orleans, duque de Vendôme (1872-1931), casado con la princesa Enriqueta de Bélgica (1870-1948).

- Maximiliano Manuel de Baviera (apodado "Mapperl") (1849-1893), casado en 1875 con la princesa Amalia de Sajonia-Coburgo-Gotha (1848-1894).
  - Sigfrido de Baviera (1876-1952).
  - Crístofer José de Baviera (1879-1963), casado en 1924 con Anna Sibig (1874-1958).
  - Leopoldo Manuel de Baviera (1890-1973).

Sus hijos son criados sin restricciones entre Possenhofen y Múnich. Sin embargo, la madre, hija de un rey, quería matrimonios brillantes para sus hijas. Para lograr su objetivo, Ludovica confía en sus hermanas que se casaron con los gobernantes alemanes (Sajonia, Austria y Prusia). Así, la mayor, Elena, fue la elegida por la corte de Viena para casarse con su primo el emperador Francisco José, que acabó prefiriendo a su hermana, Isabel, casándose en 1854. Elena terminó casándose con el rico príncipe de Thurn y Taxis, para lo cual tuvieron que intervenir, en desagravio, Francisco José e Isabel, pues el rey de Baviera no deseaba que su sobrina se casara con un príncipe, que aunque muy rico, no tenía sangre real. En 1859, María Sofía se convirtió en la reina de los Dos Sicilias. Ella defendió su nueva patria ferozmente, aunque en vano, contra las tropas de Garibaldi. Sofía, la más joven, se comprometió con el rey Luis II de Baviera, pero el soberano, antiguo amigo de la infancia de sus primos de la rama cadete, romperá el compromiso y se hundirá en la neurastenia. Depuesto y encerrado en 1886, su cuerpo fue encontrado ahogado en el lago Starnberg, que limita con la propiedad de los duques en Baviera. En ausencia de un rey, Sofía se casará con un príncipe en el exilio, el duque de Alençon, al igual que Matilde, que se casará con el conde de Trani, el hermano menor del rey de las Dos Sicilias. Estos matrimonios son apenas felices y las jóvenes regresan con tanta frecuencia a Possenhofen para quejarse de sus maridos que el duque Max las envía de vuelta a sus hogares. Su hijo Carlos Teodoro, que dejó el ejército para estudiar medicina, dijo una vez: "Todos tenemos un grano en nuestra familia".

### Fallecimiento y entierro
Poco después de su 50 aniversario de bodas, Maximiliano tuvo su primer derrame cerebral. Unos diez años más tarde, en 1888, unas dos semanas antes de su muerte, tuvo un segundo derrame cerebral, que no pudo superar. Murió en Múnich el 15 de noviembre de 1888 a la edad de casi 80 años, y sus restos fueron trasladados a la cripta familiar en la Abadía de Tegernsee. Su hija Isabel no estuvo presente en el funeral. Su esposa Ludovica murió en 1892.

## Títulos, órdenes y empleos

### Títulos
| ● 4 de diciembre de 1808-1 de octubre de 1834:  | Su alteza real el duque Maximiliano José en Baviera |
| ● 1 de octubre de 1834-15 de noviembre de 1888: | Su alteza real Maximiliano (José), duque en Baviera |

### Órdenes

#### Reino de Baviera
- Caballero de la Orden de San Huberto.[1]

#### Extranjeras
- 1854: Caballero de la Orden del Toisón de Oro.[5] (Diploma nº963) ( Imperio austríaco)
- Caballero gran cruz de la Orden de San Esteban de Hungría.[6] ( Imperio austríaco)
- Caballero gran cruz de la Real Orden de San Fernando y del Mérito.[7] ( Reino de las Dos Sicilias)